# Dhebra
Le dhebra (en gujarati : ઢેબરા) est un pain indien d'origine gujarat à base de farine de millet perlé. Lorsqu'il est aromatisé à la feuille de fenugrec, il est appelé methi dhebra.

## Préparation
Lors de la préparation d'une dhebra, une quantité suffisante d’eau et de sel est mélangée à la farine de mil pour obtenir une pâte. Des boulettes de pâte sont ensuite découpées et aplaties en rond sur un chakla à l'aide d'un belan (rouleau à pâtisserie). De l'huile végétale est étalée des deux côtés de la dhebra sur un tava jusqu'à ce que de petites taches brunes apparaissent.
Le dhebra simple est fait de farine de mil (bajra atta). Comme c’est le dhebra le plus simple à fabriquer, il est le plus consommé en Inde. Une autre variété est la methi dhebra, dans laquelle du methi (fenugrec), de l'ail ou du cumin sont ajoutés.